# Entandrophragma angolense
Entandrophragma angolense es una especie de árbol perteneciente a la familia Meliaceae. Es originaria de África tropical.

## Descripción
Es un árbol de hoja caduca (por un corto período) que alcanza los 55 (-60) m de altura, con un tronco largo, recto y limpio de hasta 30 m de altura, con 2 m de diámetro,y con moderadamente desarrollados contrafuertes que se extienden hasta los 3.6 m de altura . Las hojas son similares a las de  Khaya anthotheca; además,  también puede ser confundido con Lannea welwitschii.

## Distribución y hábitat
Se encuentra en los bosques con Triplochiton scleroxylon; en la selva tropical con Heritiera utilis; en zonas forestales con Albizia gummifera; es un arbusto, muy común, pero muy disperso en Costa de Marfil en  Aubréville; en franjas de bosques a una altitud de 350-1830 metros.

## Taxonomía
Entandrophragma angolense fue descrita por (Welw.) C.DC. y publicado en Bulletin de l'Herbier Boissier 2: 582, t. 21. 1894.
Sinonimia
- Swietenia angolensis Welw. (1859) basónimo
- Entandrophragma septentrionale A.Chev. (1909)
- Entandrophragma candolleanum De Wild. & T.Durand (1899)
- Entandrophragma gregoireianum Staner (1930)
- Entandrophragma macrophyllum A.Chev. (1909)
- Entandrophragma leplaei Vermoesen (1921)
- Entandrophragma rederi Harms (1910)
- Entandrophragma platanoides Vermoesen (1921)